# La canción de Carla (película)
Carla's Song (en español La canción de Carla) es una película de 1996 dirigida por Ken Loach y escrita por Paul Laverty, que trata sobre el impacto de la Guerra de la Contra en Nicaragua. Se trata de una coproducción entre el Reino Unido, España y Alemania.

## Trama
Ambientada en 1987, Carla's Song cuenta la historia de amor en tiempos de guerra. La trama sigue la relación entre un conductor de autobús escocés, George Lennox (Robert Carlyle) y Carla (Oyanka Cabezas), una refugiada nicaragüense que vive en Glasgow. George se encuentra por primera vez con Carla cuando ella se cuela en su autobús sin pagar la tarifa. Salen a tomar un café, pero Carla parece dudar en contarle a George algo sobre su vida o de dónde es. Cuando Carla necesita un lugar para quedarse, George hace arreglos para que ella se quede en la casa de su amigo.
Más tarde, George regresa al apartamento de su amigo y encuentra a Carla en la bañera donde se ha cortado las muñecas. George la lleva al hospital donde se entera de que Carla también intentó suicidarse hace seis semanas. George permanece al lado de Carla en el hospital mientras ella se recupera.
Más tarde, Carla explica que leyó cartas de su novio, Antonio (Richard Loza), que nunca antes había podido abrir. Estaba tan horrorizada por el contenido de las cartas que intentó quitarse la vida. Carla le dice que no sabe qué le pasó a su novio Antonio ni a su familia y le pide a George que la abrace. Parece estar obsesionada por su pasado y sufrir los efectos del trastorno de estrés postraumático.
George decide que tienen que regresar a una Nicaragua devastada por la guerra para averiguar qué pasó con la familia de Antonio y Carla. George comienza a aprender sobre la insurgencia de la Contra patrocinada por Estados Unidos contra los sandinistas. Cuando regresan a Nicaragua, encuentran a Bradley, un ciudadano estadounidense que trabaja como trabajador humanitario y ayuda a otros ciudadanos estadounidenses a documentar los abusos contra los derechos humanos cometidos por los Contras. Bradley afirma que no sabe el paradero del novio de Carla y dice que pronto se dirigirá al norte y que Carla debería unirse a él.
Mientras Carla y George llevan un camión hacia el norte del país, el motor del camión se sobrecalienta y explota en una ráfaga de vapor haciendo un sonido parecido a un disparo. Carla se derrumba por completo y se vuelve catatónica cuando escucha esto, y George intenta consolarla. Bradley pasa en un 4x4 y se ofrece a bajarlos de la camioneta y llevarlos mientras intenta calmar a Carla.
Bradley admite más tarde que Antonio se ha estado quedando con él. Carla le dice a Bradley que necesita dejar atrás su pasado, con el que parece estar luchando también. Carla tiene terribles horrores nocturnos donde revive la experiencia de estar en la revolución y su grupo siendo atacado por los Contras. En la pesadilla, Carla recibe varios disparos en la espalda, pero logra huir mientras los Contras descienden sobre Antonio, quien cae después de recibir un disparo. Carla observa horrorizada desde unos arbustos.
De camino a la familia de Carla, un grupo de sandinistas les advierte que hay combatientes de la Contra en la zona. Carla encuentra a su familia y les presenta a George. Más tarde esa noche, los Contras fuertemente armados atacan la aldea. Los Contras matan a mucha gente y se producen enormes explosiones alrededor de la aldea, mientras que los aldeanos sandinistas devuelven el fuego.
Por la mañana, George descubre que Carla y Antonio tienen una hija. George le pide a Carla que regrese a Glasgow con él y traiga al bebé, pero Carla se niega. George conoce a Bradley, que parece absolutamente indignado. Bradley explica que los Contras, que operan desde Honduras, son un grupo organizado y financiado por la CIA. Bradley luego explica cómo Antonio fue capturado por los Contras, que utilizaron métodos de tortura de la CIA. Los Contras le cortaron la lengua a Antonio, le rompieron la columna vertebral en varios lugares con las culatas de los rifles dejándolo paralizado y le echaron ácido en la cara, todo mientras Carla observaba desde su escondite entre los arbustos.
George se derrumba cuando se entera de lo que Carla ha sufrido y corre a buscarla. George encuentra a la familia de Carla, que le da una carta que Carla le dejó. La carta dice que Carla se dirige al norte para encontrar a Antonio, e implica que puede intentar quitarse la vida de nuevo. George roba un autobús y Bradley se une a él para ayudar a encontrar a Carla. Se dirigen al pueblo de Bradley y encuentran a Carla en una habitación acurrucada y aterrorizada de reunirse con Antonio. George la anima a visitar a Antonio y le explica que tendrá que hacerlo sola, que él no puede hacerlo con ella.
Antonio está sentado en un taburete en la casa de Bradley, con una guitarra en la mano. El rostro de Antonio está severamente desfigurado por la mutilación ácida. Antonio se acerca a Carla y comienza a tocar su guitarra. Carla canta entre lágrimas su canción acompañada de la guitarra. George se prepara para regresar a Glasgow al día siguiente, después de haber encontrado un cierre, ya que tanto él como Carla se mantienen el uno al otro en sus corazones

## Elenco
- Robert Carlyle - George Lennox
- Oyanka Cabezas - Carla
- Scott Glenn - Bradley
- Salvador Espinoza -Rafael
- Louise Goodall - Maureen
- Richard Loza - Antonio
- Gary Lewis como Sammy

## Banda sonora
- Your Song - escrita por Elton John y Bernie Taupin
- Miss You Nights - escrita por Pete Townshend
- Quién es esa chavala - escrita por Carlos Mejía
- Vientos del pueblo - escrita por Víctor Jara
- El gigante que despierta - escrita por Luis Enrique Mejía Godoy
- Aquella indita -  melodía tradicional con marimba
- La consigna - escrita por Carlos Mejía
- Cuando venga la paz - escrita por Allan Bolt y Carlos Mejía
- Canción urgente para Nicaragua - escrita por Silvio Rodríguez
- Cumbia chinandegana - escrita por Jorge Paladino
- The Magnificent Seven -  compuesta  por Elmer Bernstein
- Oh Read (Palo de mayo) -   Canción tradicional
- Guerrero del amor - escrita por Rossy Soley y Salvador Cardenal[6]

## Ficha técnica
- Título: La canción de Carla
- Dirección: Ken Loach
- Guion: Paul Laverty
- Fotografía: Barry Ackroyd
- Montaje: Jonathan Morris
- Música: George Fenton
- Dirección de arte: Fergus Clegg, Llorenç Miquel
- Escenografía: Martin Johnson
- Vestuario: Daphne Dare, Lena Mossum
- Reparto: Jeanie Bacharach, Wendy Ettinger
- Productora: Sally Hibbin
- Coproductores: Ulrich Felsberg y Gerardo Herrero
- Sociedad de Producción: Alta Films, Channel Four Films, Degeto Film, Filmstiftung Nordrhein-Westfalen, Parallax Pictures
- Sociedad de Distribución: Cinemien (Países Bajos), Diaphana Films (Francia), Lider Films (Argentina), Alta Films (España)
- País de origen: Reino Unido, España, Alemania
- Idioma: Inglés, Español
- Formato: Color
- Género: Drama
- Duración: 127 minutos (2 horas 7 minutos)

## Acogida
En Rotten Tomatoes, la película tiene un índice de aprobación del 86% según reseñas de 7 críticos, con una calificación promedio de 6,7 sobre 10.
La película se estrenó con una recaudación bruta de 71.968 libras esterlinas en el Reino Unido en 42 pantallas durante su primer fin de semana. 

### Reconocimientos
La película fue nominada tanto al premio Alexander Korda a la mejor película británica en los premios BAFTA de 1997  como a la mejor película en los premios BAFTA de 1997, Escocia. Ken Loach ganó la Medalla de Oro del Presidente del Senado italiano en el Festival de Cine de Venecia de 1996. La película también ganó el Premio Coral a la Mejor Obra de un Director No Latinoamericano sobre un Tema Latinoamericano en el Festival de Cine de La Habana de 1996. En 1998, Robert Carlyle ganó el premio Evening Standard de cine británico al mejor actor  por su actuación, así como el premio al actor británico del año de los London Critics Circle Film Awards de 1998.

## Libro sobre la película
La directora Icíar Bollaín escribió el libro Ken Loach, un observador solidario después de seguirlo en el set de La canción de Carla.